# Dolný Kalník
Dolný Kalník je malá obec na Slovensku v okrese Martin.

## Historie
První písemná zmínka o obci pochází z roku 1355.

## Geografie
Obec se nachází v nadmořské výšce 433 metrů a rozkládá se na ploše 1,33 km2. K 31. prosinci roku 2016 žilo v obci 242 obyvatel.